# The Beatles Box Set
The Beatles Box Set är en Beatles-samlingsbox, släppt 15 november 1988 och är den första fullständiga uppsättningen original Beatles material som släpptes av EMI och  Capitol (katalognummer BBX2-91302) i Compact Disc-format. Släpptes 1988, för första gången kunde en musikälskare köpa hela Beatles katalog av låtar i digitalt format i ett enda set. The box set finns på CD, vinyl eller kassett, inkluderade alla utgåvor som getts ut i Storbritannien plus Magical Mystery Tour, som hade släppts i USA år 1967, men inte släpptes Storbritannien förrän 1976 (Magical Mystery Tour hade utgetts på CD i världen under 1987, tillsammans med de tolv ursprungliga brittiska Beatles album), samt två skivor, som kallas Past Masters: Volume Oneoch Past Masters: Volume Two, som innehåller singlar, b-sidor, EP-spår och utländska utgåvor som inte finns på de övriga tretton albumen. 

## Lista
| Album                                 | Skivmärke      | Skivmärke          | Släpptdatum       | Släpptdatum      | Topplacering   | Topplacering |
| Album                                 | Storbritannien | USA                | Storbritannien    | USA              | Storbritannien | USA          |
| ------------------------------------- | -------------- | ------------------ | ----------------- | ---------------- | -------------- | ------------ |
| Please Please Me                      | Parlophone     | Parlophone/Capitol | 22 March 1963     | 26 februari 1987 | 1              | –            |
| With the Beatles                      | Parlophone     | Parlophone/Capitol | 22 november 1963  | 26 februari 1987 | 1              | –            |
| A Hard Day's Night                    | Parlophone     | Parlophone/Capitol | 10 juli 1964      | 26 februari 1987 | 1              | –            |
| Beatles for Sale                      | Parlophone     | Parlophone/Capitol | 4 december 1964   | 26 februari 1987 | 1              | –            |
| Help!                                 | Parlophone     | Parlophone/Capitol | 6 augusti 1965    | 30 april 1987    | 1              | –            |
| Rubber Soul                           | Parlophone     | Parlophone/Capitol | 3 december 1965   | 30 april 1987    | 1              | –            |
| Revolver                              | Parlophone     | Parlophone/Capitol | 5 augusti 1966    | 30 april 1987    | 1              | –            |
| Sgt. Pepper's Lonely Hearts Club Band | Parlophone     | Capitol            | 1 juni 1967       | 2 juni 1967      | 1              | 1            |
| Magical Mystery Tour                  | Parlophone     | Capitol            | 19 november 1976  | 26 november 1967 | 31             | 1            |
| The Beatles ("White Album")           | Parlophone     | Capitol            | 22 november 1968  | 25 november 1968 | 1              | 1            |
| Yellow Submarine                      | Parlophone     | Capitol            | 17 januari 1969   | 13 januari 1969  | 3              | 2            |
| Abbey Road                            | Parlophone     | Capitol            | 26 september 1969 | 1 oktober 1969   | 1              | 1            |
| Let It Be                             | Parlophone     | Capitol            | 8 maj 1970        | 18 maj 1970      | 1              | 1            |
| Past Masters Volume 1                 | Parlophone     | Parlophone/Capitol | 7 mars 1988       | 8 mars 1988      | 49             | 149          |
| Past Masters Volume 2                 | Parlophone     | Parlophone/Capitol | 7 mars 1988       | 8 mars 1988      | 46             | 121          |